# Colonia Nueva Oaxaca
Colonia Nueva Oaxaca är en ort i Mexiko.   Den ligger i kommunen Tres Valles och delstaten Veracruz, i den sydöstra delen av landet, 300 km öster om huvudstaden Mexico City. Colonia Nueva Oaxaca ligger 28 meter över havet och antalet invånare är 191.
Terrängen runt Colonia Nueva Oaxaca är mycket platt. Runt Colonia Nueva Oaxaca är det ganska tätbefolkat, med 75 invånare per kvadratkilometer. Närmaste större samhälle är Poblado Cinco, 7,6 km öster om Colonia Nueva Oaxaca. Omgivningarna runt Colonia Nueva Oaxaca är en mosaik av jordbruksmark och naturlig växtlighet.